# Kris Trajanovski
Kris Trajanovski (ur. 19 lutego 1972 w Geelongu) – australijski piłkarz występujący na pozycji napastnika, reprezentant kraju.

## Kariera piłkarska
Kris Trajanovski karierę rozpoczął w juniorach Geelong SC, a profesjonalną przygodę z futbolem rozpoczął w Altona Magic. Potem reprezentował barwy następujących klubów: AIS (1989–1990), Preston Lions (1990–1993), Sydney Olympic (1993–1994), klub z Hongkongu Happy Valley (1994–1995), Sydney Olympic (1995–1997), Adelaide City (1997–1998), Marconi Stallions (1998–2001), Brisbane Strikers (2001–2002), singapurski Tanjong Pagar United (2003), Melbourne Knights (2003–2004), Whittlesea Zebras (2004), White City Woodville (2005–2008), Seaford Rangers (2009) i Adelaide Cobras, gdzie w 2012 roku zakończył karierę piłkarską.

## Kariera reprezentacyjna
Kris Trajanovski karierę międzynarodową rozpoczął w reprezentacji Australii U-20, będąc jej członkiem na młodzieżowych mistrzostwach świata 1991 w Portugalii, gdzie rozegrał cztery mecze. W dorosłej reprezentacji zadebiutował w 1996 roku i zdobył z nią mistrzostwo (1996) i wicemistrzostwo (1998) Pucharu Narodów Oceanii, a także w edycji 1996 z 7 golami był królem strzelców turnieju. Łącznie w latach 1996–1998 w reprezentacji rozegrał 16 meczów i strzelił 11 goli.

### Gole w reprezentacji
| Lp. | Data                 | Stadion                              | Przeciwnik  | Bramki | Wynik | Turniej                     |
| --- | -------------------- | ------------------------------------ | ----------- | ------ | ----- | --------------------------- |
| 1   | 27 października 1996 | Stadion Olimpijski, Papeete, Tahiti  | Tahiti      | 0–3    | 0–6   | Puchar Narodów Oceanii 1996 |
| 2   | 27 października 1996 | Stadion Olimpijski, Papeete, Tahiti  | Tahiti      | 0–4    | 0–6   | Puchar Narodów Oceanii 1996 |
| 3   | 27 października 1996 | Stadion Olimpijski, Papeete, Tahiti  | Tahiti      | 0–5    | 0–6   | Puchar Narodów Oceanii 1996 |
| 4   | 27 października 1996 | Stadion Olimpijski, Papeete, Tahiti  | Tahiti      | 0–6    | 0–6   | Puchar Narodów Oceanii 1996 |
| 5   | 1 listopada 1996     | Bruce Stadium, Canberra, Australia   | Tahiti      | 2–0    | 5–0   | Puchar Narodów Oceanii 1996 |
| 6   | 1 listopada 1996     | Bruce Stadium, Canberra, Australia   | Tahiti      | 4–0    | 5–0   | Puchar Narodów Oceanii 1996 |
| 7   | 1 listopada 1996     | Bruce Stadium, Canberra, Australia   | Tahiti      | 5–0    | 5–0   | Puchar Narodów Oceanii 1996 |
| 8   | 28 września 1998     | Suncorp Stadium, Brisbane, Australia | Wyspy Cooka | 9–0    | 16–0  | Puchar Narodów Oceanii 1998 |
| 9   | 28 września 1998     | Suncorp Stadium, Brisbane, Australia | Wyspy Cooka | 12–0   | 16–0  | Puchar Narodów Oceanii 1998 |
| 10  | 28 września 1998     | Suncorp Stadium, Brisbane, Australia | Wyspy Cooka | 13–0   | 16–0  | Puchar Narodów Oceanii 1998 |
| 11  | 28 września 1998     | Suncorp Stadium, Brisbane, Australia | Wyspy Cooka | 15–0   | 16–0  | Puchar Narodów Oceanii 1998 |

## Kariera trenerska
Kris Trajanovski po zakończeniu kariery piłkarskiej trenował w latach 2011–2012 klub Adelaide Cobras.

## Sukcesy

### Reprezentacja Australii
- Puchar Narodów Oceanii: 1996
- Finał Pucharu Narodów Oceanii: 1998

### Indywidualne
- Król strzelców Pucharu Narodów Oceanii: 1996